# 古博丝绸苑
31°32′05″N 120°18′02″E / 31.53486°N 120.30067°E
古博丝绸苑，是中华人民共和国江苏省无锡市的一个历史坐标纺织企业，是一种前店后坊式的企业，生产“明丽雅”系列产品。

## 特点
随着市场经济发展、产业结构与方式改变。2000年前后，丝织企业纷纷转制或关闭。古博丝绸苑原是展卖“明丽雅”真丝产品的商场，其中包括产品及整体制衣过程。随着各大丝绸企业的关闭．原先来无锡参观丝绸厂的传统项目，只剩古博丝绸苑。2007年，该店成为无锡市科普教育基地。2008年，金城路实施改建工程，古博丝绸苑让路。